# 센트럴 파크 타워
센트럴 파크 타워(Central Park Tower)는 미국 뉴욕주 뉴욕 시 맨해튼에 완공된 초고층 주상복합 아파트 건물이다. 세계에서 가장 높은 주거용 건물이다. 원래 2020년 완공예정이었지만 2021년으로 미루어졌다

## 같이 보기
- 마천루 목록
- 미국의 마천루 목록
- 뉴욕의 마천루 목록
- 100층 이상의 마천루 목록
- 높이순 주거용 건축물 목록